# Манассе бен-Израиль
Манассе (или Менассе, Менаше) бен-Израиль (ивр. ר׳ מנשה בּן ישדאל‎; род. в Ла-Рошель ок. 1604 г.; умер в Мидделбурге (Нидерланды) 26 ноября 1657 г.) — еврейский мыслитель, живший в Нидерландах: богослов, философ, талмудист и библейский экзегет. Устроитель первой в Нидерландах еврейской типографии. Способствовал возвращению евреев в Англию в XVII веке. Был знаком с Рембрандтом, который выгравировал его портрет.

## Биография
Урождённый Мануэль Диас Соейро (Manoel Dias Soeiro). Родители Манассе — после аутодафе 30 августа 1603 года — сочли благоразумным покинуть Лиссабон. Но вскоре переселились из Ла-Рошеля в Амстердам, где Манассе получил образование под руководством Исаака Узиеля из Феса, раввина вновь основанной общины «Неве Шалом»; последний умер в 1620 году, и Манассе стал его преемником. Два года спустя Манассе женился на Рашели Соейро.
Вскоре он приобрёл известность в качестве одного из лучших проповедников амстердамской синагоги, оспаривая пальму первенства даже у Исаака Абоаба. Различие между проповедями того и другого было метко охарактеризовано испанским проповедником Фра Антонио Виейра: «Манассе говорил то, что знал, а Абоаб знал то, что говорил».
Манассе оборудовал первую в Амстердаме (и во всей Голландии) еврейскую типографию, в которой напечатал молитвенник (12 янв. 1627), набранный новым шрифтом, указатель к «Мидраш Рабба» (1628), еврейскую грамматику его учителя Исаака Узиеля (1628 г.) и изящное и удобное издание Мишны.

### «El Conciliador»
Одновременно Манассе работал над своим главным трудом «El Conciliador», — состоящим из подробного перечисления и согласования всех библейских текстов, которые на первый взгляд противоречат друг другу. Вооруженный обширными талмудическими познаниями, он прокомментировал каждый из текстов и изложил на беглом испанском языке признанный евреями метод согласования кажущихся противоречий. Эта книга стала едва ли не первой написанной евреем на одном из новых языков и имевшей для читателей-христиан самостоятельный интерес; поэтому она доставила Манассе широкую известность в учёном мире. Некоторые из выдающихся учёных того времени состояли с ним в переписке: Исаак и Гергард Фоссы, Гуго Гроций, Анна Мария де Шурман и многие другие. Круг его знакомств среди евреев был ещё более обширен.
Вскоре все три амстердамских синагоги подверглись преобразованию, и Манассе, по всей вероятности, потерял должность раввина в Неве Шалом. Тогда братья Перейра пришли ему на помощь: они основали иешибот и поставили Манассе во главе (1640).

### Идеи мессианизма и исчезнувших десяти колен
Манассе был глубоко заинтересован проблемой мессианства; он насквозь был проникнут каббалистическими идеями, хотя и старался не высказывать их в произведениях, написанных на новых языках и предназначенных для иноверцев. В частности он был убеждён, что возвращение в Святую землю не может произойти ранее, чем евреи распространятся по всем частям света.
В 1644 году он встретился с Антонием де Монтесинос (Аарон Леви), который убедил его, что североамериканские индейцы суть исчезнувшие десять колен. Тогда Манассе, обратив внимание на те государства Европы, в которых евреям было запрещено жить, стал полагать, что сможет способствовать скорейшему приходу Мессии, если добьётся допуска евреев в эти государства. Он вступил в переписку со шведской королевой Кристиной, в своих письмах к ней он касался только вопросов еврейской науки, но, вероятно, имел в виду заручиться помощью королевы при хлопотах о допуске евреев в Швецию. Чтобы евреям было разрешено вернуться в Англию, он вёл оживлённую переписку со многими выдающимися английскими богословами. Манассе привлёк к себе внимание со стороны многих протестантских духовных писателей, которые так же, как и он, верили в близкий приход Мессии и, естественно, интересовались мнениями еврейских богословов в вопросе, столь близком еврейству. Вопрос этот ещё глубже заинтересовал некоторых из мистически настроенных английских пуритан, и Манассе вступил в переписку с ними, в том числе с Джоном Дюри, который в переписке с Манассе коснулся вопроса о происхождении американских индейцев от евреев.
Манассе решил по такому случаю написать трактат об исчезнувших десяти коленах, агитируя вместе с тем за допущение евреев в Англию — он издал свое сочинение «Esperança de Israel» (евр. מקוה ישדאל, «Надежда Израиля»; 1650 г.). Это произведение вышло сначала на испанском языке, а затем было переведено на латинский; в качестве введения к этому переводу Манассе составил послание, обращённое к английскому парламенту или высшему суду в Англии. Брошюра вызвала большой интерес в Англии; появились многочисленные возражения, главным образом по вопросу об идентичности североамериканских индейцев с исчезнувшими десятью коленами. Одно из этих возражений — «An epistle to the learned Manasseh ben Israel» (Лондон, 1650) — было написано сэром Эдуардом Спенсером, членом парламента от Мидлсекса; вышло и другое анонимное возражение под названием «The great deliverance of the whole house of Israel» («Великое освобождение всего рода Израиля», там же, 1652 г.). Авторы критических взглядов указывали, что евреи должны перейти в христианство, чтобы осуществились мессианские предсказания об Израиле.

### Взаимоотношения с Кромвелем
Оливер Кромвель заинтересовался вопросом, и ещё до того, как отношения с Голландией были прерваны изданием в 1652 году Навигационного акта, представитель Кромвеля в Амстердаме вступил в переговоры с Манассе; тот сделал доклад английскому государственному совету о допущении евреев и получил пропуск для въезда в Англию. По окончании войны между Голландией и Англией Манассе отправил своего сына Самуила и племянника Давида Дормидо к Кромвелю для переговоров. Миссия их не увенчалась успехом, и Самуил в 1655 году вернулся в Амстердам, чтобы убедить своего отца лично взяться за дело.
В октябре 1655 года Манассе бен-Израиль прибыл в Лондон и немедленно напечатал свою «Покорную челобитную к лорду-протектору» (Humble Adresses to the Lord Protector), последствием которой явился созыв национального совещания в Уайтхолле в декабре 1655 года. Неизвестно, говорил ли Манассе на этом совещании. Принн в своём сочинении «A short demurrer» критиковал проект; Манассе в ответ выпустил «Vindiciae Judaeorum» (Лондон, 1656). По-видимому, Манассе жил не в ладах с лондонскими евреями и должен был обратиться за помощью к Кромвелю, который в конце 1656 года выдал ему 25 фунтов, а в следующем году назначил ему ежегодную пенсию в 100 фунтов. В конечном итоге, хотя петиция Манассе и была задержана Советом, сам Кромвель применил свое влияние для обеспечения неофициального въезда евреев в Англию в 1650-х годах; при этом были приняты во внимание преимущественно экономические выгоды, которые могли принести евреи в разорённую гражданской войной страну.

### Смерть
В сентябре 1657 года умер сын Манассе, Самуил, и Манассе перевёз тело своего сына в Голландию, в Миддлбург, где два месяца спустя скончался. Хотя ему и не удалось добиться для евреев формального разрешения вернуться в Англию, но, тем не менее, благодаря гласности его призыва вопрос был поставлен с большой ясностью перед передовыми умами Англии, и, таким образом, Манассе косвенно способствовал признанию того факта, что в английских законах не содержалось препятствий к возвращению евреев.

## Издания и переводы трудов Манассе
Манассе утверждал, что понимает десять языков; свои сочинения издавал на пяти: еврейском, латинском, португальском, английском и испанском.
Памфлеты — относительно возвращения евреев в Англию — были переизданы Люсьеном Вольфом при содействии Еврейского исторического общества в Англии (Лондон, 1901).
Первая часть «Conciliador» вышла в 1632 году во Франкфурте-на-Майне; остальные три части — в 1641, 1650 и 1651 годах в Амстердаме.
Манассе написал также ряд сочинений на латинском языке по различным богословским вопросам, приведя обычные раввинские решения; все они были напечатаны в Амстердаме:
- «De creatione» (1635);
- «De resurrectione mortuorum» (1635);
- «De termine vitae» (1639);
- «De la Fraglidad Humana» (1642);
- перечисление 613 заповедей на португальском языке, под заглавием «Thesoro dos Dinim» (1645).

Некоторые из сочинений Манассе были переведены:
- «Conciliador» на латинский язык — Фоссом (Амстердам, 1632) и на английский — Ε. Г. Линдо (Лондон, 1842; переиздано Эдинбург, 1904 г.).
- «Esperança de Israel» была переведена на английский — М. Уоллом, и выдержала три издания в промежутке времени между 1650 и 1652 гг.; на немецкий — М. Друкером (1651 г.); на еврейский — Элиакимом бен-Якоб (1697).
- Сочинение «Vindiciae Judaeorum» было переведено на немецкий язык с предисловием Моисея Мендельсона (перепечатано в 1782 г.).

Сочинение «נשמת חײם» (Die immortalitate animae, Амстердам, 1651), о бессмертии души, с латинским введением, было посвящено германскому императору Фердинанду III.
Манассе задумывал ряд других трудов: «о влиянии традиции», «о Божественном происхождении Моисеева закона», «Обзор еврейского богословия», «Bibliotheca rabbinica» и «еврейско-арабский словарь», но ни одному из этих трудов не суждено было увидеть свет; не появилась и «Historia Heroyca», которая по его замыслу должна была быть продолжением к Иосифу.
Особого интереса заслуживает книга о статуе Навуходоносора «Estatua de Nabuchanassar» (Амстердам, 1657 г.). Это сочинение было иллюстрировано четырьмя офортами Рембрандта с объяснениями к ним Манассе, изложенными во вводных замечаниях.

## Рембрандтовский портрет Манассе
Рембрандт гравировал портрет Манассе, а другая гравюра была исполнена Саломом Италиа в 1642 году. В Санкт-Петербурге находился написанный Рембрандтом портрет, предположительно Манассе, но между этим портретом и другими, по утверждению авторов ЕЭБЕ, нет сходства.